# Prey Kabbas
Prey Kabbas es uno de los diez distritos que forman la provincia camboyana de Takéo, con una población estimada en marzo de 2008 de 95 416 habitantes. Está dividido en las siguientes  comunas (khum), que se muestran asimismo con población estimada de 2008:
- Angkanh 6,503
- Ban Kam 7,048
- Champa 6,937
- Char 8,560
- Kampeaeng 8,365
- Kampong Reab6,538
- Kdanh 6,581
- Pou Rumchak 7,596
- Prey Kabbas 6,469
- Prey Lvea 7,126
- Prey Phdau 9,174
- Snao 5,956
- Tang Yab 8,563[1]